# Wawrzyniec Kaim
Wawrzyniec Kaim (ur. 17 lipca 1896 w Woli Drwińskiej, zm. 1940 (?) w Auschwitz) – polski rzeźbiarz.

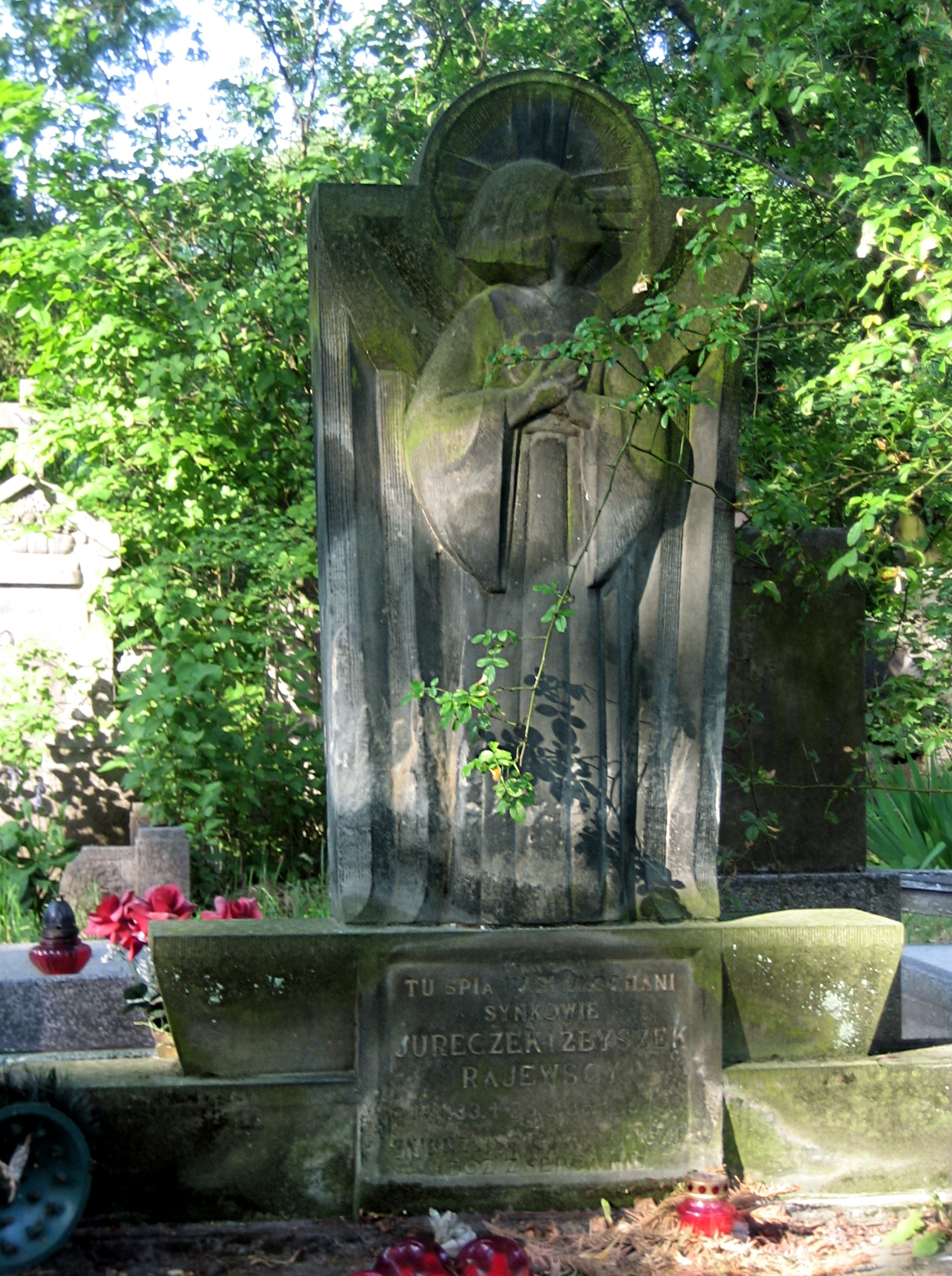
Modernistyczny nagrobek Jureczka i Zbyszka Rajewskich z 1939 roku. Cmentarz Jeżycki w Poznaniu

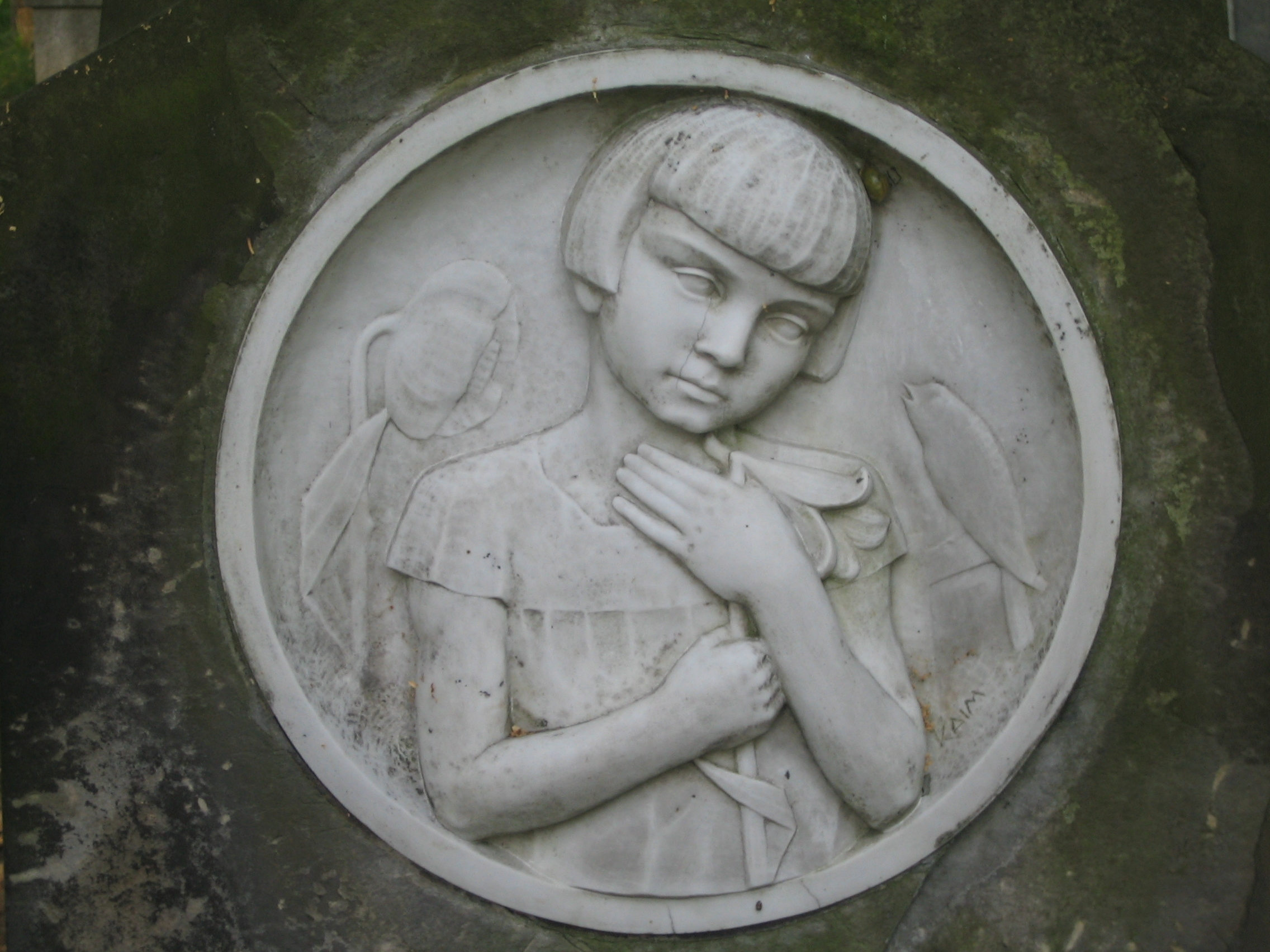
Marmurowy medalion na nagrobku Lidii Marii Cofty z 1929 roku. Cmentarz Jeżycki w Poznaniu

## Życiorys
Urodził się w rodzinie chłopskiej jako syn Piotra i Agaty z Karalusów. W latach 1910–1914 uczył się w Szkole Przemysłu Drzewnego w Zakopanem na oddziale rzeźby figuralnej (klasa prof. Wójcika), następnie w krakowskiej Szkole Przemysłu Artystycznego u J. Raszki. Od 1928 przez dwa semestry w Akademii Sztuk Pięknych w Warszawie w pracowni rzeźby u prof. Tadeusza Breyera. W czasie I wojny światowej służył w wojsku austriackim, następnie polskim, gdzie został odznaczony Krzyżem Walecznych. W 1921 przeniósł się do Poznania. Był członkiem Grupy Artystów Wielkopolskich „Plastyka”. Tworzył zarówno rzeźby pełnoplastyczne, jak i płaskorzeźby. Często stosował formę medalionu. Rzeźbę figuralną Kaima charakteryzowała zwarta kompozycja bryły, operowanie prostymi cięciami i szerokimi płaszczyznami. Rzeźba architektoniczna wyróżnia się umiejętnym związaniem jej w całością architektury. W 1927 otrzymał II nagrodę w konkursie na pomnik Serca Jezusowego w Poznaniu, w 1928 zdobył I i II nagrodę w konkursie na pomnik Niepodległości w Chodzieży, w 1931 I nagrodę w konkursie na pomnik poświęcony harcerzom w Poznaniu. W 1931 odbyła się w Towarzystwie Przyjaciół Sztuk Pięknych w Poznaniu wystawa zbiorowa prac Kaima, na której pokazał liczne portrety w kamieniu i projekt pomnika generała Józefa Sowińskiego. W 1937 otrzymał wyróżnienie w konkursie na pomnik Józefa Piłsudskiego w Katowicach. Wykonał wiele prac dla kościołów w Wielkopolsce. Po zajęciu Poznania przez Niemców w 1939 wyjechał do Krakowa i zamieszkał w przeznaczonej dla wysiedlonych Bursie Akademickiej. W dniach 16,17 maja 1940 został aresztowany przez Gestapo. Zginął w niemieckim obozie koncentracyjnym Auschwitz prawdopodobnie w tym samym roku.

## Niektóre realizacje
- marmurowy medalion z płaskorzeźbionym popiersiem Lidii Marii Cofty, l. 30. XX w. (zm. 1929) na Cmentarzu Jeżyckim w Poznaniu
- grób Jureczka (zm. 1936) i Zbyszka (zm. 1939) Rajewskich na Cmentarzu Jeżyckim w Poznaniu
- projekt Pomnika Harcerzy z 1931 stojącego na polanie nad Maltą; obecny pomnik jest rekonstrukcją wykonaną po zniszczeniu wcześniejszego pomnika w czasie okupacji hitlerowskiej
- figury rycerzy w nagrobku gen. Oswalda Franka z 1935 na cmentarzu garnizonowym na Cytadeli
- pomnik nagrobny Tadzika Nitsche (zm. 1935) na cmentarzu parafii św. Wojciecha w Poznaniu
- tablica pamiątkowa ku czci Stanisława Przybyszewskiego dla Dyrekcji Poczt i Telegrafów (niezachowana)
- figura Chrystusa na jednym z nagrobków cmentarza w Gostyniu (niezachowana)
- figura królowej Jadwigi na budynku Czytelni dla Kobiet w Gostyniu (niezachowana)
- pomnik Niepodległości w Chodzieży, odsłonięty 11 listopada 1930
- wspólnie z Lucjanem Michałowskim wykonał pomnik Królowej Korony Polskiej w Środzie Wielkopolskiej, który został zniszczony w czasie wojny
- rzeźby do kościołów w Wielkopolsce: w Chodzieży (epitafium bp. Cybichowskiego), w Jarocinie (nie zachowane), w Kiszewie pod Obornikami (ołtarz), w Obornikach (grupy figuralne Kalwarii, niezachowane)
- rzeźbiarskie portrety, m.in.: Jacka Malczewskiego, Stanisława Staszica (1931), Romana Dmowskiego (1939, nie zachowany), Edwarda Raczyńskiego, Jana Kasprowicza, Lucjana Michałowskiego